# Troll (1971)
Troll är en svensk komedi- och dramafilm från 1971 i regi av Vilgot Sjöman. I rollerna ses bland andra Solveig Ternström, Börje Ahlstedt och Margaretha Byström.

## Om filmen
Inspelningen ägde rum Filmstugan på Österlånggatan 21 i Stockholm mellan den 3 december 1970 och 8 mars 1971. Manusförfattare var Sjöman tillsammans med flera av filmens skådespelare, Ternström, Ahlstedt, Byström och Frej Lindqvist. Fotograf var Rune Ericson, kompositör Lars Färnlöf och klippare Carl-Olov Skeppstedt. Filmen premiärvisades den 25 oktober 1971 på biografen Grand i Stockholm och är 99 minuter lång och i färg.

## Rollista
- Solveig Ternström	– Maja Tempel
- Börje Ahlstedt – Richard Tempel, hennes man
- Margaretha Byström – Lillemor
- Frej Lindqvist – Sture, hennes man
- Jan-Olof Strandberg – präst
- Sven Björling
- Gösta Bredefeldt – krematoriearbetare
- Sven-Axel "Akke" Carlsson	– torsk
- Nina Gaines – sjuksköterska
- Barbro Ericson
- Rolf Björling
- Ingegärd Käll
- Rolf Jupither
- Hans Johansson – operasolister, deltagare i gruppsex
- Anders Sjöman – ett barn
- Gunnel Weström – flicka i köket
- Vilgot Sjöman – en man

### Fotnoter
1. 1 2  ”Troll”. Svensk Filmdatabas. http://sfi.se/sv/svensk-filmdatabas/Item/?itemid=4878&type=MOVIE&iv=Basic&ref=/templates/SwedishFilmSearchResult.aspx?id%3d1225%26epslanguage%3dsv%26searchword%3dtroll%26type%3dMovieTitle%26match%3dIdentical%26page%3d1%26prom%3dFalse. Läst 28 april 2013.